# Wilkowskie
Wilkowskie – jezioro w województwie lubuskim, w powiecie świebodzińskim, w gminie Świebodzin, na Pojezierzu Łagowskim, w pobliżu Świebodzina.

## Hydronimia
Do 1945 roku jezioro nazywane było Wilkauer See. 3 listopada 1950 roku wprowadzono nazwę Wilkowskie. Obecnie państwowy rejestr nazw geograficznych jako nazwę główną jeziora podaje Wilkowskie, jednocześnie wymienia nazwy oboczne: Jezioro Wilkowskie oraz Wilkowo. Według spisu opracowanego przez Komisję Nazw Miejscowości i Obiektów Fizjograficznych (KNMiOF) nazwa tego jeziora to Jezioro Wilkowskie.

## Morfometria
Według danych Instytutu Rybactwa Śródlądowego powierzchnia zwierciadła wody jeziora wynosi 130,5 ha. Średnia głębokość zbiornika wodnego to 8,9 m, a maksymalna – 23,7 m. Lustro wody znajduje się na wysokości 78,5 m n.p.m. Objętość jeziora wynosi 11701,8 tys. m³. Natomiast A. Choiński określił poprzez planimetrowanie na mapach 1:50 000 wielkość jeziora na 130,0 ha. Maksymalna długość jeziora to 1700 m, a szerokość 1040 m. Długość linii brzegowej wynosi 5025 m.
Według Mapy Podziału Hydrograficznego Polski jezioro leży na terenie zlewni szóstego poziomu Zlewnia jez. Wilkowskiego. Identyfikator MPHP to 158323.

## Zagospodarowanie
W systemie gospodarki wodnej jezioro tworzy jednolitą część wód o kodzie PLLW10039. Administratorem wód jeziora jest Regionalny Zarząd Gospodarki Wodnej we Wrocławiu. Utworzył on obwód rybacki, który obejmuje między innymi wody jeziora Wilkowskiego oraz rzeki Borowianka (Obwód rybacki jeziora Wilkowskie na rzece Borowianka nr 1). Gospodarkę rybacką na jeziorze prowadzi państwowe Gospodarstwo Rybackie w Zbąszyniu.
Jezioro pełni również funkcje rekreacyjne, od 2018 roku na jeziorze funkcjonuje kąpielisko wyznaczone z zasadami dyrektywy kąpieliskowej – Kąpielisko Miejskie nad jeziorem Wilkowskim. W 2022 roku jego jakość wód oceniono jako doskonałą.

## Czystość wód i ochrona środowiska
Podczas badań w latach 1993, 1999, 2004 stan wód jeziora sklasyfikowano według ówczesnych kryteriów w II klasie czystości. W 1993 roku jako jedno z zagrożeń dla jeziora wymieniono nieoczyszczone ścieki ze zlokalizowanej w Wilkowie gorzelni. W późniejszych latach gorzelnia została zlikwidowana.
W wyniku badań przeprowadzonych w 2014 roku jezioro Wilkowskie zostało zakwalifikowane do jezior o bardzo dobrym stanie ekologicznym, co odpowiada I klasie czystości. Badania z 2020 roku zaliczyły wody jeziora do III klasy jakości, mimo to przeźroczystość wód wynosiła aż 4,5 metra. Podczas badań stwierdzono przekroczenie dopuszczalnego stężenia ołowiu oraz benzo[a]pirenu.
Jezioro Wilkowskie charakteryzuje się I kategorią odporności na wpływ zanieczyszczeń antropogenicznych.
Jezioro znajduje się na obszarze chronionego krajobrazu o nazwie Rynna Paklicy i Ołoboku. Głównym założeniem ochronnym tej strefy jest ochrona naturalnego korytarza ekologicznego wzdłuż wspomnianej rynny polodowcowej. Jezioro Wilkowskie jest objęte strefą ciszy.